# Liste der Kulturdenkmäler in Ueß
In der Liste der Kulturdenkmäler in Ueß sind alle Kulturdenkmäler der rheinland-pfälzischen Ortsgemeinde Ueß aufgeführt. Grundlage ist die Denkmalliste des Landes Rheinland-Pfalz (Stand: 17. Juli 2023).

## Einzeldenkmäler
| Bezeichnung                       | Lage                | Baujahr                  | Beschreibung | Bild                           |
| --------------------------------- | ------------------- | ------------------------ | --- | ------------------------------ |
| Katholische Pfarrkirche St. Luzia | Hauptstraße Lage    | 11. oder 12. Jahrhundert | romanischer Westturm, 11. oder 12. Jahrhundert, gotischer Knickhelm; Chor eventuell aus der zweiten Hälfte des 14. Jahrhunderts, spätgotischer Einstützenraum, 1528, erweitert zur neugotischen Halle, 1923; zugehörig: ehemaliges Pfarrhaus | weitere Bilder Fotos hochladen |
| Pfarrhaus                         | Hauptstraße 7 Lage  | 1844                     | ehemaliges Pfarrhaus; Bruchsteinbau, erbaut vom Koblenzer Stadtbaumeister Johann Claudius von Lassaulx, erweitert 1925 durch den Kölner Erzdiözesanbaumeister Heinrich Renard Wirtschaftsgebäude erbaut 1852                                 | Fotos hochladen                |
| Hofanlage                         | Hauptstraße 10 Lage | 1912                     | Zweiseithof; Wohnhaus, Basalt, Neurenaissance, bezeichnet 1912, rückwärtig älteres Wohnhaus mit Wirtschaftsteil, angeblich von 1840, niedrigerer Wirtschaftstrakt                                                                            | Fotos hochladen                |